# Chiarone Scalo
Chiarone Scalo è una frazione del comune di Capalbio, in provincia di Grosseto.

## Geografia fisica
Chiarone Scalo è situato nelle vicinanze del mar Tirreno, nel tratto più meridionale della Maremma grossetana, alla foce del fiume Chiarone; tale fiume segna infatti il confine amministrativo tra la regione Toscana ed il Lazio. Il borgo dista dal capoluogo comunale circa 11 km, mentre poco più di 58 km da Grosseto. Si tratta del centro abitato più a sud di tutta la Toscana.

## Storia
Il piccolo paese è nato nel corso del XVIII secolo in quanto punto di confine e sede di dogana tra i confini del Granducato di Toscana e lo Stato Pontificio: il palazzo della dogana è ancora oggi visibile affacciato lungo la strada statale Via Aurelia. Nel secolo successivo, dopo l'apertura della stazione ferroviaria (1867), al nome della località fu aggiunto il toponimo Scalo e il paese iniziò così a svilupparsi. Nel corso degli anni cinquanta del XX secolo, con l'importante riforma fondiaria che dette un nuovo assetto a tutto il territorio rurale della Maremma, il borgo trovò nuova vita, con l'arrivo di numerosi coloni e la creazione ex novo di numerosi agglomerati e borgate agricole che vertono su di esso.

## Monumenti e luoghi d'interesse
- Palazzo del Chiarone, situato poco fuori dal paese, lungo la strada statale Via Aurelia. Si tratta di un imponente edificio preceduto da un porticato che nei secoli passati era una sede doganale per il transito tra i due stati pre-unitari. L'attuale denominazione del complesso, Palazzo Boncompagni, è stata conferita dalla famiglia che vi abitò dopo lo smantellamento delle dogane. L'edificio è suddiviso in quasi cento stanze e tra queste vi erano anche l'appartamento papale, le stalle e una prigione.[2]

- Torre di Selva Nera, situata lungo la strada che conduce a Capalbio Scalo, è una torre di avvistamento costruita dai Medici tra la fine del XVI e gli inizi del XVII secolo dinanzi all'estremo lembo costiero meridionale del territorio del Granducato di Toscana, in un'area confinante a ovest con lo Stato dei Presidii e a est con lo Stato della Chiesa. La torre svolgeva principalmente funzioni di avvistamento, per evitare che eventuali incursioni dal mare potessero mettere a rischio il vicino centro di Capalbio situato sulle prime propaggini collinari dell'entroterra. Con la costruzione di case e abitazioni, la torre è stata modificata nel corso dei secoli e adesso ha assunto l'aspetto di un comune edificio.

## Società

### Evoluzione demografica
Quella che segue è l'evoluzione demografica del centro abitato di Chiarone Scalo.
| Anno | Abitanti |
| ---- | -------- |
| 1961 | 49       |
| 1981 | 29       |
| 2001 | 18       |
| 2011 | 23       |

## Cultura

### I sarcofagi del Chiarone
Lungo le sponde del fiume Chiarone, in prossimità del percorso della vecchia via Aurelia, furono ritrovati nel 1853 due sarcofagi in marmo del 290 a.C. con bassorilievi che raffigurano rispettivamente Ippolito e Fedra, e Apollo e Marsia. Attualmente i reperti sono esposti a Parigi al Museo del Louvre.

## Geografia antropica
Il paese di Chiarone Scalo funge da centro per varie località rurali sparse nel territorio, nate a partire dagli anni cinquanta del XX secolo in seguito alla riforma fondiaria. Il centro di Chiarone Scalo conta 23 abitanti, mentre l'intero territorio della frazione arriva a circa 400 unità; sono comprese le seguenti località, mentre non sono calcolate le case sparse.
- Centro A (10 m s.l.m., 19 ab.)[3]
- Centro B (14 m s.l.m., 17 ab.)[3]
- Centro C (16 m s.l.m., 33 ab.)[3]
- Centro D (18 m s.l.m., 66 ab.)[3]
- Centro E (7 m s.l.m., 18 ab.)[3]
- Centro F (19 m s.l.m., 35 ab.)[3]
- Centro G (19 m s.l.m., 30 ab.)[3]
- Centro H (11 m s.l.m., 44 ab.)[3]
- Centro I (11 m s.l.m., 34 ab.)[3]
- Centro L (15 m s.l.m., 30 ab.)[3]
- Centro M (8 m s.l.m., 34 ab.)[3]
- Selva Nera (11 m s.l.m., 19 ab.)[3]

## Infrastrutture e trasporti
La frazione è collegata sia a nord con Grosseto che a sud con Roma, poiché è situata a ridosso della strada statale 1 Via Aurelia. Fino ad alcuni decenni fa, il paese era servito dalla stazione di Chiarone, oggi non più utilizzata, posizionata sulla Ferrovia Tirrenica. Si trattava dell'ultima stazione meridionale della Toscana, prima di entrare nel Lazio.